# ألان تومسون (لاعب دوري الرغبي)
ألان تومسون (بالإنجليزية: Allan Thomson)‏ هو لاعب دوري الرغبي أسترالي، ولد في 1943 في نيوكاسل في أستراليا، وتوفي في 26 سبتمبر 2006.